# Jakub Grigar
Jakub Grigar (Liptovský Mikuláš, 27 de abril de 1997) é um canoísta eslovaco, medalhista olímpico.

## Carreira
Grigar conquistou a medalha de prata nos Jogos Olímpicos de Verão de 2020 em Tóquio na prova de slalom K-1 masculino com a marca de 94.85 na final. Ele também ganhou duas medalhas de prata no evento por equipes K1 no ICF Canoe Slalom em 2015 e 2021.